# Ніндзя-серфери (фільм)
«Ніндзя-серфери» (англ. Surf Ninjas) — кінофільм.

## Сюжет
Два спадкових принца, батько яких був королем маленької мирної держави Патусан, живуть в сучасній Америці і захоплюються серфінгом. Злий полковник Чі, що зробив переворот, не може спати спокійно поки не вб'є їх. Адже легенда свідчить: коли старшому принцу виповниться шістнадцять, в Патусан повернеться свобода. А захистити дітей можуть тільки морський піхотинець Мак, який виховав їх як батько, одноокий ніндзя і вони самі .

## У ролях
- Ерні Райес-старший — Затч
- Леслі Нільсен — полковник Чі
- Роб Шнайдер — Іґґі
- Тоун Лок — лейтенант Спенс
- Джон Карлен — Мак
- Ерні Райес-молодший — Джонні
- Ніколас Кован — Адам
- Келлі Ху — Ро-Мей